# Formel-E-Rennstrecke Berlin (Strausberger Platz)

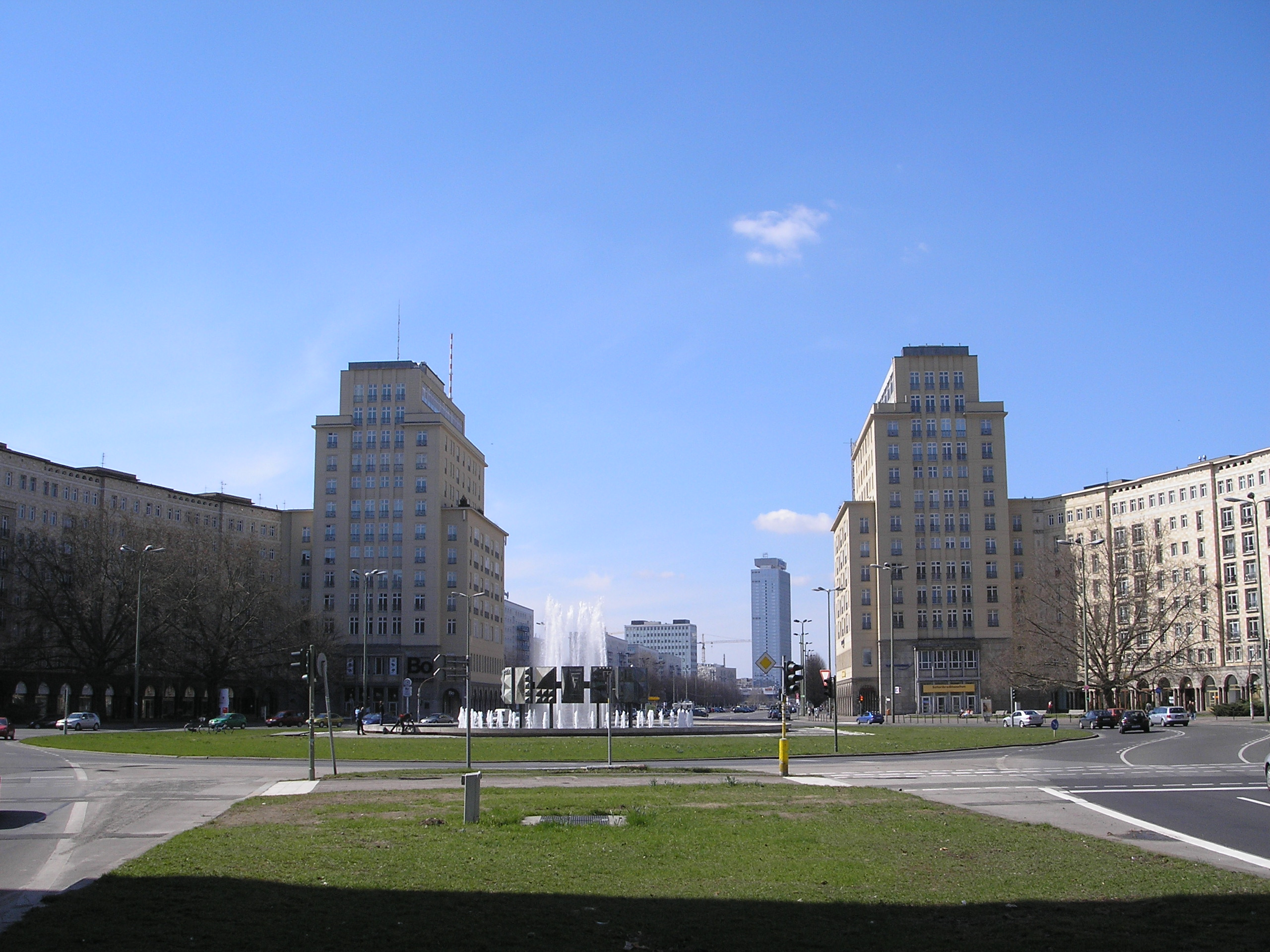
Der Kreisverkehr am Strausberger Platz

Die Formel-E-Rennstrecke Berlin (Strausberger Platz) war ein temporärer Stadtkurs in Berlin (Deutschland) für Rennen der Formel E mit einer Länge von 2,030 km. Am 21. Mai 2016 fand im Rahmen der FIA-Formel-E-Meisterschaft 2015/16 einmalig ein Rennen auf dieser Strecke statt.

## Geschichte
Nachdem der Berlin ePrix 2015 auf einem temporären Kurs auf dem ehemaligen Flughafen Berlin-Tempelhof stattgefunden hatte, wurden wegen anhaltend hoher Flüchtlingszahlen ab Ende des Jahres 2015 die Hangars und die überdachte Haupthalle des Flughafens für die Flüchtlingsregistrierung und -unterbringung benötigt. Eine Nutzung für den Berlin ePrix wurde somit für das Jahr 2016 ausgeschlossen. Am 15. Februar 2016 wurde bekannt gegeben, dass man stattdessen auf einem reinen Stadtkurs in Berlin fahren würde. Obwohl die Verlegung des Events in die Innenstadt nicht unumstritten war, wurde im Bezirk Friedrichshain-Kreuzberg eine Ersatz-Location gefunden. In den Folgejahren kehrte der Berlin E-Prix wieder auf die Strecke nach Tempelhof zurück, obwohl die Fahrer den Stadtkurs gegenüber der Flugplatzstrecke präferierten.

## Streckenverlauf

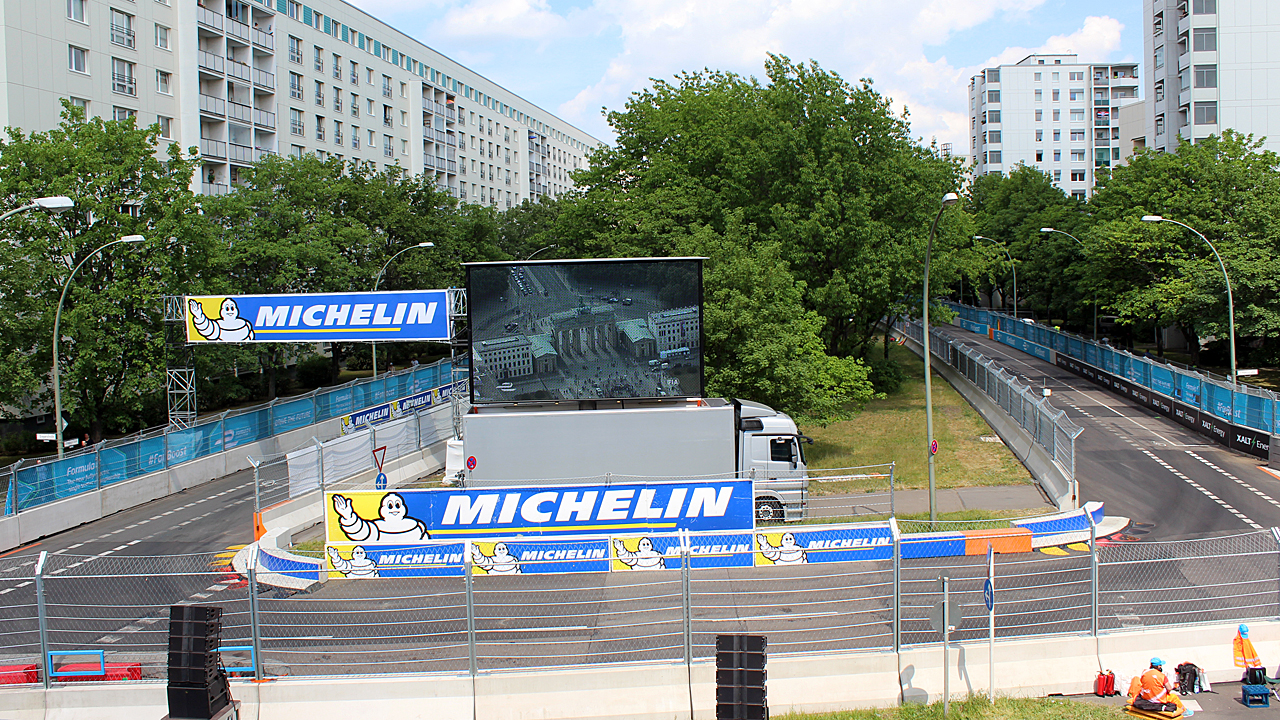
Die Kurven Nr. 5 und 6 der Strecke am Strausberger Platz 2016

Die Strecke führte über die Karl-Marx-Allee in Richtung Westen, wo sie nach dem Start eine Haarnadelkurve nach links beschrieb und zum Strausberger Platz führte. Hier befand sich eine links-rechts-Schikane, bevor die Strecke im Kreisverkehr rechts auf die Lichtenberger Straße in Richtung Süden abbog. Zwei 90-Grad-Linkskurven führten den Kurs zurück zum Kreisverkehr, und weiter in nördlicher Richtung, in Richtung Platz der Vereinten Nationen. Hier befand sich nach wenigen Metern eine weitere Haarnadel-Linkskurve, die die Strecke ein weiteres Mal in den Kreisverkehr zurückführte, von wo es wieder nach Osten auf die Karl-Marx-Allee ging.